# Rastislav Druga
Rastislav Druga (* 4. listopadu 1940) je český lékař – anatom a pedagog.
Emeritní přednosta Anatomického ústavu 2. lékařské fakulty Univerzity Karlovy v Praze.
Spoluautor několika učebnic anatomie (např. Série Základy Anatomie).